# إريك لابوينت
إريك لابوينت هو مغني كندي، ولد في 28 سبتمبر 1969 في مونتريال في كندا.

## وصلات خارجية
- الموقع الرسمي
- إريك لابوانت على موقع IMDb (الإنجليزية)
- إريك لابوانت على موقع ميوزك برينز (الإنجليزية)
- إريك لابوانت على موقع ديسكوغز (الإنجليزية)
- إريك لابوانت على موقع قاعدة بيانات الفيلم (الإنجليزية)